# Peter Hedges
Pour les articles homonymes, voir Hedges.
Peter Hedges (né le 6 juillet 1962 à Des Moines, Iowa) est un écrivain, scénariste et réalisateur américain.

## Biographie
Peter Hedges a grandi à West Des Moines, où il a fait ses études secondaires Valley High School et s'est impliqué dans la section théâtre, notamment la troupe d'improvisation et celle de mime, « The Baker's Dozen ». Il étudie ensuite à l'École des arts de la Caroline du Nord.
Son roman What's Eating Gilbert Grape a été adapté au cinéma par le réalisateur Lasse Hallström ; le succès du film homonyme lancera sa carrière cinématographique.
En 2002, il est nommé pour l'Oscar du meilleur scénario adapté pour Pour un garçon. La même année, il écrit et dirige Pieces of April, film dédicacé à sa mère.

### Vie privée
Il est le père de l'acteur Lucas Hedges, qu'il a eu avec l'actrice et poète Susan Bruce.

## Filmographie

### Comme réalisateur
- 2003 : Pieces of April (Québec : Un festin à New York)
- 2007 : Coup de foudre à Rhode Island (Dan in Real Life) (film dédié à son père)
- 2012 : La Drôle de vie de Timothy Green (The Odd Life of Timothy Green)
- 2018 : Ben Is Back

### Comme scénariste
- 1993 : Gilbert Grape (What's eating Gilbert Grape)
- 1999 : Une carte du monde (A Map of the World)
- 2002 : Pour un garçon (About a boy)
- 2003 : Pieces of April (Québec : Un festin à New York)
- 2007 : Coup de foudre à Rhode Island (Dan in real life)
- 2018 : Ben Is Back

## Romans
- An Ocean in Iowa (1998)
- What's Eating Gilbert Grape (1991)